# Пярнат, Реена
Реэна Пярнат (эст. Reena Pärnat; род. 1 декабря 1993, Пярну) — эстонская лучница, выступающая в соревнованиях по стрельбе из олимпийского лука. Участница трёх Олимпийских игр.

## Биография
Реена Пярнат родилась 1 декабря 1993 года в Пярну.
Владеет эстонским, английским, испанским и русским языками.

## Карьера
Реэна Пярнат начала заниматься стрельбой из лука в 2002 году. Её международный дебют состоялся в 2011 году. В мае она приняла участие на первом этапе Кубка мира в Порече. Она стала лишь 69-й в рейтинговом раунде, набрав 1256 очков, и в первом раунде плей-офф проиграла колумбийке Сигрид Ромеро со счётом 1:7. На чемпионате мира в Турине она стала 63-й в предварительном раунде с 1285 очками, и уже в первом раунде навылет уступила венесуэлке Лейдис Брито.
В начале 2012 года на этапах Кубка мира в Шанхае и Анталии выбыла в первом раунде. На третьем этапе в Огдене выступила значительно лучше, добравшись до 1/8 финала в основном турнире и пройдя квалификацию в отборочном турнире на Олимпийские игры. По воспоминаниям Реены, «завоевание путёвки оказалось неожиданным событием, несмотря на то, что в течение десяти лет занималась стрельбой из лука». В Лондоне в индивидуальном первенстве она выбыла на стадии 1/32 финала, уступив Алехандре Валенсии из Мексики со счётом 1:7.
На чемпионате мира 2013 года в Белеке в предварительном раунде Пярнат заняла 61-е место с результатом 1292 очка. В первом раунде она победила австралийку Деонну Бриджер в перестрелке, а затем уступила британке Наоми Фолкард.
В 2014 году Пярнат приняла участие на этапах Кубка мира в Шанхае и Анталии, но дальше 1/16 финала не прошла. В 2015 году на этапе в Анталии проиграла в первом раунде. Эстонская лучница приняла участие на Универсиаде в Кванджу. В первом раунде она победила латвийку Анете Крейкберг в перестрелке, а затем россиянку Инну Степанову со счётом 6:4. В четвертьфинале Пярнат встретилась с кореянкой Чхве Ми Сун и проиграла ей со счётом 0:6. На чемпионате мира в Копенгагене Пярнат даже не сумела пройти в раунд плей-офф, завершив предварительный этап на 124-м месте с результатом 593 очка.
В 2016 году Реена Пярнат не сумела продвинуться даже 1/32 финала на этапах Кубка мира в Анталии и Шанхае. Получить путёвку на Олимпиаду в Рио-де-Жанейро эстонке не удалось, уже во втором раунде она проиграла турчанке Ясемин Анагёз. На этапе Кубка мира в помещении в Марракеше Реена Пярнат завоевала бронзовую медаль.
В 2017 году на этапах Кубка мира в Солт-Лейк-Сити и Анталии эстонская лучница уступила на стадии 1/32 финала, а в Берлине и вовсе в первом матче плей-офф. На Универсиаде в Тайбэе Пярнат выбыла во втором раунде. На чемпионате мира в Мехико выбыла уже в первом раунде, занимая после рейтингового раунда 73-е место. В конце сезона сменила тренера.
В мае 2018 года приняла участие на чемпионате Исламской содиларности в Дакке и выиграла золото, победив в финале турчанку Бегюнхан Элиф Юнсал со счётом 7:1. На этапе Кубка мира в Берлине в первом раунде эстонка победила украинку Соломию Хнып в перестрелке, но затем проиграла Одри Адисом из Франции со счётом 2:6.
В 2019 году на этапе Кубка мира в Анталии выбыла в первом раунде, проиграв всухую Габриэле Баярдо. В начале июня состоялся чемпионат мира в Хертогенбосе, на котором эстонка дошла до второго раунда. Сначала она победила вьетнамку До Тхи Ань Нгует со счётом 6:4, но затем уступила Гюльназ Джошкун из Турции. На этапе Кубка мира в Берлине достигла 1/8 финала, где уступила Рине Сугибаяси из Японии. На предолимпийском тестовом турнире в Токио эстонка в первом же матче уступила Саре Беттлз из Великобритании.
В 2021 году на этапе Кубка мира в Лозанне проиграла в первом же матче Веронике Гайдн-Чаловой из Германии. На третьем этапе в Париже, где проводился последний отбор на Олимпиаду, Пярнат сумела получить путёвку на свои вторые Игры.
На Олимпиаде-2020, перенесённой на 2021 год, в рейтинговом раунде эстонская лучница заняла 53-е место с 626 очками. В индивидуальном турнире на стадии 1/32 финала она сумела победить словацкую лучницу Денизу Баранкову со счётом 6:4, но во втором раунде уступила тайваньской спортсменке Линь Цзя-Энь.
На открытии летних Олимпийских игр 2024 года была знаменосцем сборной Эстонии.